# Оползневое
Оползнево́е (до 1945 года Кикинеи́з; укр. Оползневе, крымскотат. Kikineiz, Кикинеиз) — село на южном берегу Крыма. Согласно административно-территориальному делению Украины входит в Симеизский поселковый совет Ялтинского городского совета Автономной Республики Крым, согласно административно-территориальному делению России — в городском округе Ялта Республики Крым.

## География
Село расположено на Старом Севастопольском шоссе (автодорога 35К-022), примерно на равном расстоянии от моря и южных обрывов Ай-Петринской яйлы Главной гряды Крымских гор, высота центра села над уровнем моря 334 м. Расстояние до Симеиза около 7 км, до Ялты — 27 км.
На 2020 год в Оползневом числится 15 улиц и 3 переулка; на 2009 год, по данным поссовета, посёлок занимал площадь 78,8 гектара, на которой проживало 390 человек. В селе действуют ФАП, библиотека-филиал № 16.

## История
Расположенное на подходе к главным, в прошлом, перевалам Крымских гор (Миесис-Богаз-Сохах, Копек-Богаз-Сохах, Пелакиа и Эски-Богаз, а, также, недалеко, Шайтан-Мердвен — путь до Коккоз занимал 4 часа) село существовало с древнейших времён. На кладбище у села были найдены дольменные погребения, датируемые VI—V веками до н. э., а также, в районе села, черепки амфор и обломки черепицы греческого производства более позднего времени. В X веке на скале Биюк-Исар, над селом, возникло укрепление, известное в науке под тем же именем, позже ставшее феодальным замком. Существует мнение, что замок, как и село, входили в сферу Мангупского княжества. Возможно, это была пограничная территория, менявшая подчинение, поскольку лат. casalle de Chichineo также упоминается, как входящее в состав капитанства Готия, в хранящихся в Генуе казначейских списках Кафы (cartolfri della Masseria), относимых примерно к 1360 году.
После разгрома Кафы османами в 1475 году селение было подчинено Инкирману в Мангупском кадылыке Кефинского санджака (впоследствии эялета) империи. По материалам переписи Кефинского санджака 1520 года в селении Кекнос проживала 1 мусульманская семья и 39 немусульманских (то есть, христианских) семей, из которых 2 «овдовевших» (потерявших мужчину-кормильца). В 1542 году мусульман уже не числилось, а христианских было 37 (из них 3 неполных) и ещё четверо взрослых холостых мужчин. В XVII веке на южном побережье Крыма начинает распространяться ислам. Документальное упоминание селения встречается в «Османском реестре земельных владений Южного Крыма 1680-х годов», согласно которому в 1686 году (1097 год хиджры) Кикениз входил в Мангупский кадылык эялета Кефе. Всего упомянуто 58 землевладельцев, из которых 1 иноверец, владевших 699-ю дёнюмами земли, а уже в Джизйе дефтер Лива-и Кефе — Османских налоговых ведомостях 1652 года, где перечислялись христиане-налогоплательщики, селение не значится. После обретения ханством независимости по Кючук-Кайнарджийскому мирному договору 1774 года «повелительным актом» Шагин-Гирея 1775 года селение было включено в Крымское ханство в состав Бакчи-сарайского каймаканства Мангупскаго кадылыка, что зафиксировано и в Камеральном Описании Крыма… 1784 года.
После присоединения Крыма к России, (8) 19 февраля 1784 года, именным указом Екатерины II сенату, на территории бывшего Крымского Ханства была образована Таврическая область и деревня была приписана к Симферопольскому уезду. Перед Русско-турецкой войной 1787—1791 годов производилось выселение крымских татар из прибрежных селений во внутренние районы полуострова. В конце 1787 года из Кекенеиза были выведены все жители — 209 душ. В конце войны, 14 августа 1791 года всем было разрешено вернуться на место прежнего жительства. После Павловских реформ, с 1796 по 1802 год, входила в Акмечетский уезд Новороссийской губернии. По новому административному делению, после создания 8 (20) октября 1802 года Таврической губернии, Кекенеиз был включён в состав Махульдурской волости Симферопольского уезда.

По Ведомости о всех селениях в Симферопольском уезде состоящих с показанием в которой волости сколько числом дворов и душ… от 9 октября 1805 года, в деревне Кекенеиз числилось 47 дворов и 272 жителя, исключительно крымских татар. На военно-топографической карте генерал-майора Мухина 1817 года деревня Кикинеис обозначена с 32 дворами. После реформы волостного деления 1829 года Кикенеиз, согласно «Ведомости о казённых волостях Таврической губернии 1829 года», передали в состав Алуштинской волости. Шарль Монтандон в своём «Путеводителе путешественника по Крыму, украшенный картами, планами, видами и виньетами…» 1833 года так описал деревню
Кикинеиз… расположен у подножия скал, откуда вытекают обильные источники. Это — одна из самых красивых и богатых деревень побережья. Ее составляют 70 домов, окруженных плодовыми садами, которые вместе с выращиванием льна и табака являются основным источником доходов для жителей.
 Кроме того автор отмечал уже идущее строительство новой дороги с почтовой станцией и сооружение мечети.

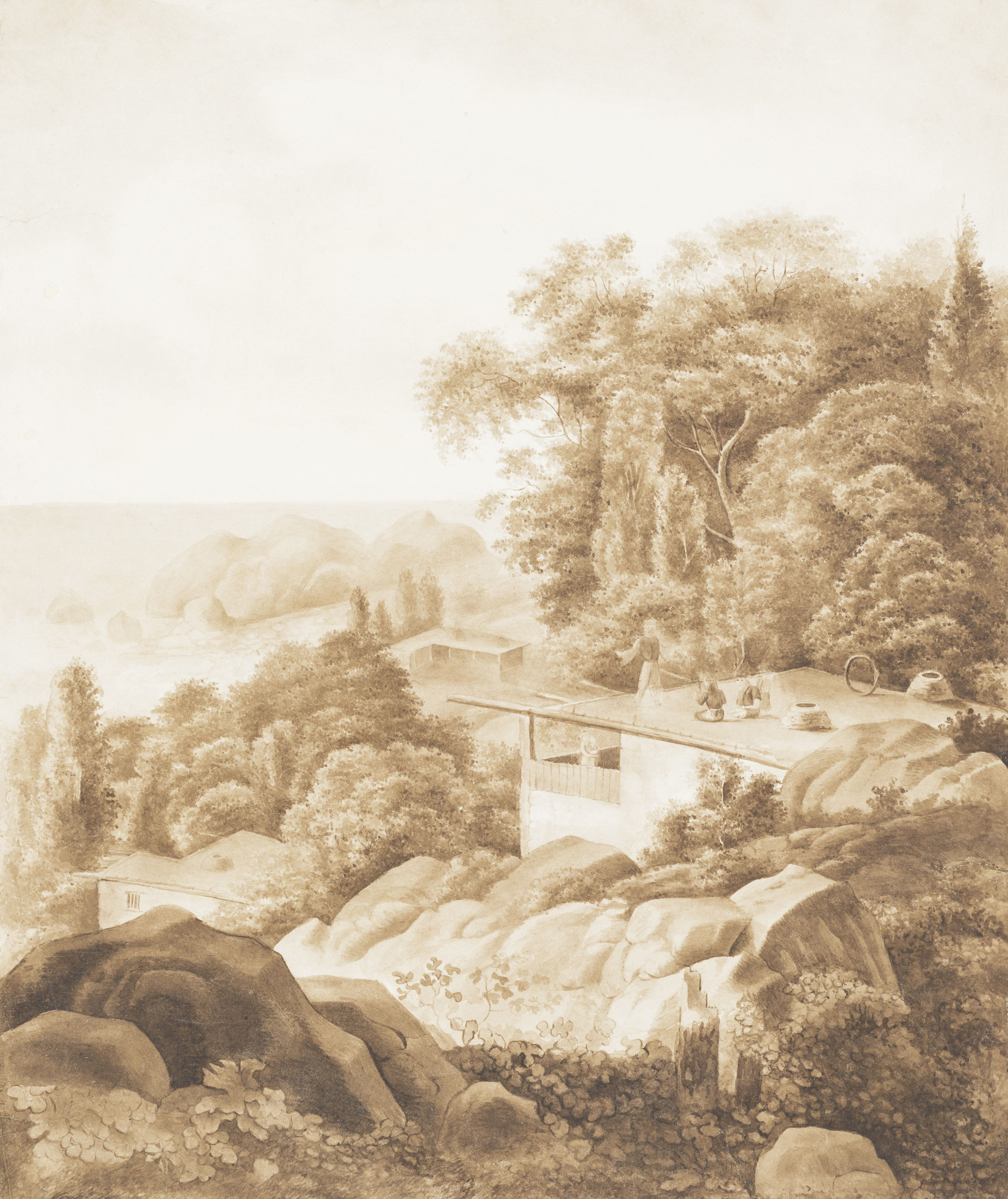
Карл фон Кюгельген. Кекенеиз, 1804 год.
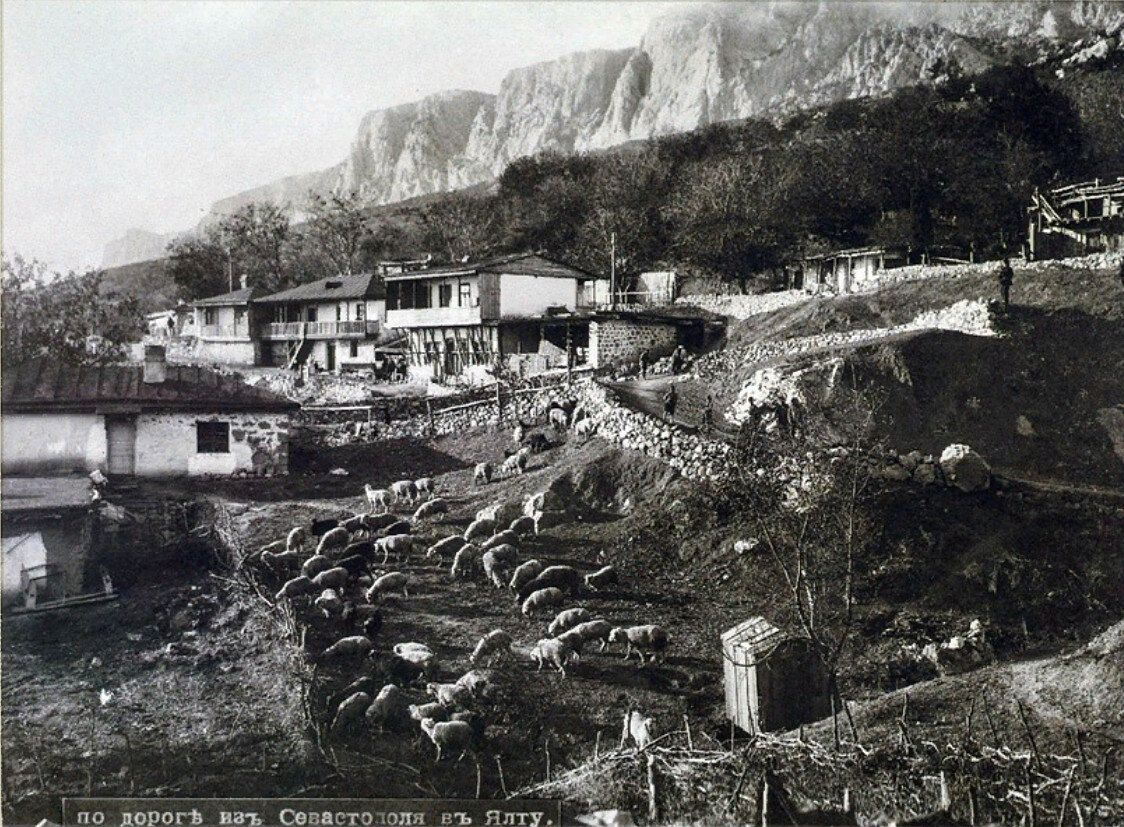
1900 год.
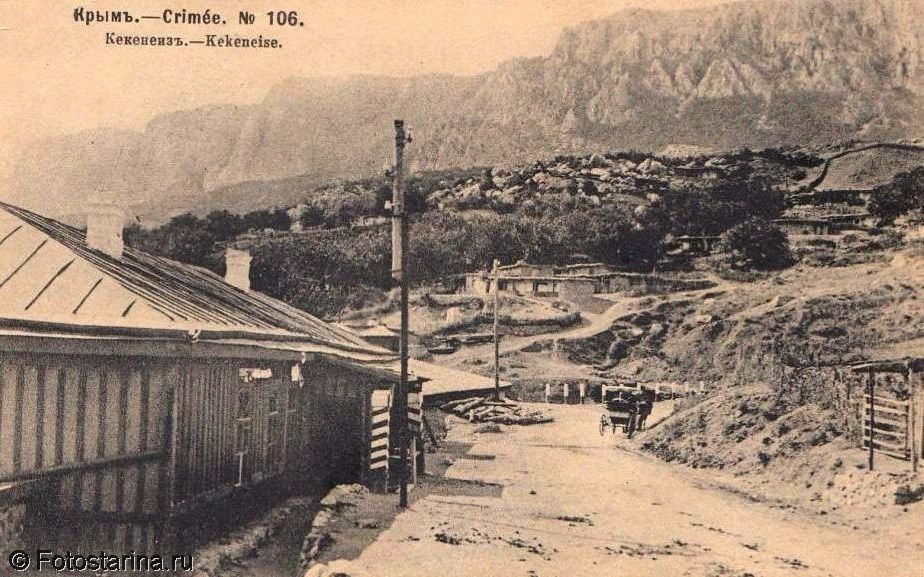
1910 год.
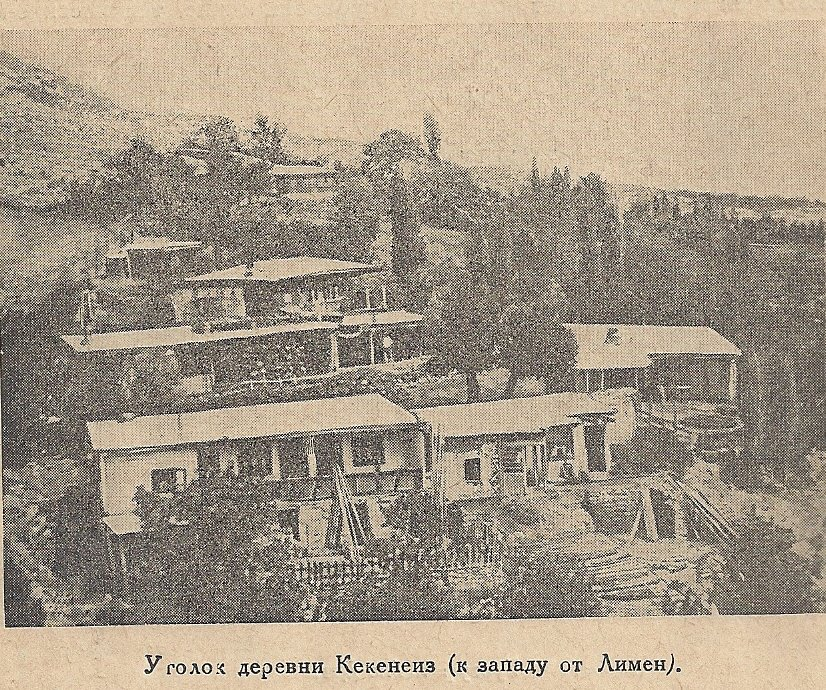
1928 год.
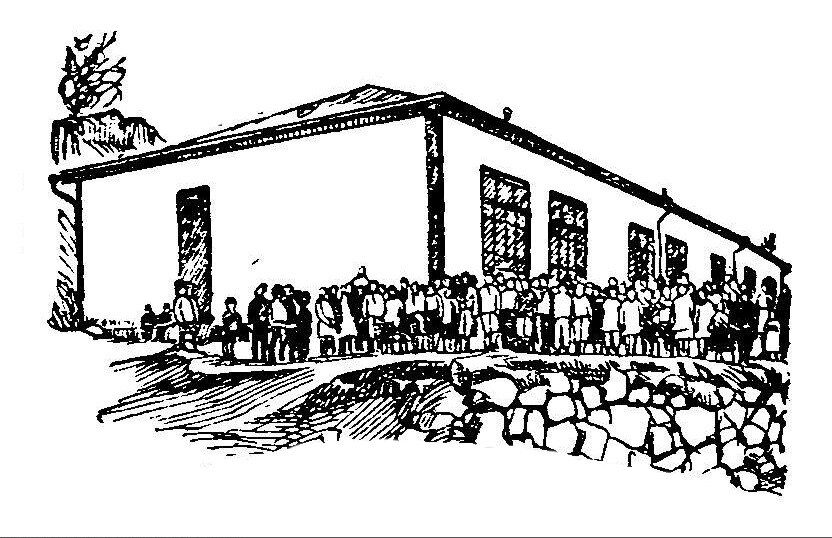
Вновь построенная татарская школа в Кекенеизе. Газета Красный Крым, 13.04.1930 года.

Именным указом Николая I от 23 марта (по старому стилю) 1838 года, 15 апреля был образован новый Ялтинский уезд и деревню передали в состав Дерекойской волости. На карте 1836 года в деревне 47 дворов, как и на карте 1842 года. К 1848 году в Кикинеиз пришло Севастопольское шоссе: здесь была устроена вторая после Ялты почтовая станция.
По итогам земской реформы Александра II 1860-х годов деревня была приписана к Дерекойской волости. Согласно «Списку населённых мест Таврической губернии по сведениям 1864 года», составленному по результатам VIII ревизии 1864 года, Кекенеиз — казённая татарская деревня с 47 дворами, 328 жителями, мечетью и почтовой станцией при речках Биюк-Таш и Биюк-Узени. На трёхверстовой карте Шуберта 1865—1876 года в деревне обозначено 30 дворов. На 1886 год в деревне при речке Биюк-Тош, согласно справочнику «Волости и важнѣйшія селенія Европейской Россіи», проживало 254 человека в 38 домохозяйствах, действовали мечеть и лавка. Согласно «Памятной книге Таврической губернии 1889 года», по результатам Х ревизии 1887 года, в деревне Кекенеиз числилось 94 двора и 423 жителя. На верстовой карте 1890 года в деревне обозначено 88 дворов с татарским населением.
После земской реформы 1890-х годов, которая в Ялтинском уезде прошла после 1892 года деревня осталась в составе преобразованной Дерекойской волости. По «…Памятной книжке Таврической губернии на 1892 год» в деревне Кекенеиз, входившей в Кекенеизское сельское общество, числилось 258 жителей в 53 домохозяйствах. По «…Памятной книжке Таврической губернии на 1902 год» в деревнях Кекенеиз, Кучук-Кой и Лимены, составлявших Кекенеизское сельское общество, вместе числилось 830 жителей в 88 домохозяйствах. На 1914 год в селении действовали почтово-телеграфное отделение, земская школа. По Статистическому справочнику Таврической губернии. Ч.II-я. Статистический очерк, выпуск восьмой Ялтинский уезд, 1915 год, в деревне Кекенеиз Дерекойской волости Ялтинского уезда, числилось 175 дворов (157 дворов с землёй, 18 — безземельные) с татарским населением в количестве 464 человек приписных жителей и 228 — «посторонних», из которых 380 мужчин и 312 женщин. Жители владели 162 десятинами удобной земли. В хозяйствах имелось 124 лошади, 29 волов, 143 коровы и 1137 голов овец, свиней, или коз.
После установления в Крыму Советской власти, по постановлению Крымревкома от 8 января 1921 года была упразднена волостная система и село подчинили Ялтинскому району Ялтинского уезда. В 1922 году уезды получили название округов. Согласно Списку населённых пунктов Крымской АССР по Всесоюзной переписи 17 декабря 1926 года, в селе Кекенеиз, центре Кекенеизского сельсовета Ялтинского района, числилось 167 дворов, из них 149 крестьянских, население составляло 661 человек, из них 612 крымских татар, 29 русских, 13 греков, 3 украинца, 2 еврея, 2 записаны в графе «прочие», действовала татарская школа I ступени. Во время землетрясения 1927 года в деревне было не сильно повреждено всего несколько домов. На 1935 год в селе действовал образцовый колхоз им. III Интернационала.
В 1944 году, после освобождения Крыма от фашистов, согласно постановлению ГКО № 5859 от 11 мая 1944 года, 18 мая крымские татары были депортированы в Среднюю Азию (на 15 мая 1944 года подлежало выселению 157 семей татар: всего 602 жителя. из них мужчин — 105, женщин — 276, детей — 221 человек). Был принят на учёт 221 дом спецпереселенцев. 12 августа 1944 года было принято постановление № ГОКО-6372с «О переселении колхозников в районы Крыма», по которому из Ростовской области РСФСР в район переселялись 3000 семей колхозников, а в начале 1950-х годов последовала вторая волна переселенцев из различных областей Украины. Указом Президиума Верховного Совета РСФСР от 21 августа 1945 года Кекенеиз был переименован в Оползневое и Кекенеизский сельсовет — в Оползневский. Время упразднения сельсовета пока не установлено, возможно, это произошло в кампанию укрупнения 1962 года (следствие указа Президиума Верховного Совета УССР «Об укрупнении сельских районов Крымской области», от 30 декабря 1962 года), поскольку в «Справочнике административно-территориального деления Крымской области на 15 июня 1960 года» он ещё значится, а в книге «Крымская область. Административно-территориальное деление на 1 января 1968 года» Оползневое уже в Симеизском поссовете. После строительства в 1960-х годах нового шоссе 35А-002 Симферополь — Ялта село оказалось в стороне от основных транспортных маршрутов. С 12 февраля 1991 года селение в составе восстановленной Крымской АССР, 26 февраля 1992 года переименованной в Автономную Республику Крым. С 21 марта 2014 года в составе Крыма аннексировано Россией, с 5 июня 2014 года — в Городском округе Ялта.

## Население
| 1926 | 1939 | 2001 | 2014 | 2016 |
| ---- | ---- | ---- | ---- | ---- |
| 661  | ↗776 | ↘417 | ↘390 | ↗401 |

Всеукраинская перепись 2001 года показала следующее распределение по носителям языка
| Язык             | Процент |
| ---------------- | ------- |
| русский          | 81,77   |
| украинский       | 11,75   |
| крымскотатарский | 6,24    |

## Известные уроженцы, жители
Эюп Эреджепович Дерменджи — советский крымскотатарский писатель. Член Союза писателей СССР (1934).

### Кекенеиз в литературе
Село с незапамятных времён было важным пунктом на дороге с южного берега, а, после присоединения Крыма к России и строительства Севастополя — своего рода «узловой станцией». Здесь меняли лошадей перед подъёмом на Чёртову лестницу, а, после строительства в 1848 году шоссе через Байдарские ворота находилась мальпостная станция. Многие известные путешественники, проезжавшие с южного берега, оставили отзывы о деревне: Муравьёв-Апостол в книге «Путешествие по Тавриде в 1820 году», Александр Сергеевич Пушкин в письме Дельвигу, Александр Грибоедов в путевых записках от 30 июня 1825 года, в 1825 году в Кикенеизе побывал Адам Мицкевич.
В 1889 году здесь скончался от чахотки писатель Е. Загуляев.